# Hyale laie
Hyale laie är en kräftdjursart som beskrevs av J. L. Barnard 1970. Hyale laie ingår i släktet Hyale och familjen Hyalidae. Inga underarter finns listade i Catalogue of Life.